# Kate & Leopold
Kate & Leopold er en romantisk komedie fra 2001. Historien omhandler en hertug, som rejser frem i tiden fra New York i 1876 til nutidens New York, hvor han forelsker sig i en karrierekvinde. Filmen er instrueret af James Mangold, og har blandt andet  Meg Ryan, Hugh Jackman og Liev Schreiber på rollelisten.

## Plot
I 1876 er Leopold Alexis Elijah Walker Thomas Gareth Mountbatten, hertug af Albany, en kvalt drømmer. Hans strenge onkel Millard har ingen tålmodighed til Leopolds manglende respekt for monarkiet, tugter ham og fortæller ham, at han skal gifte sig med en rig amerikansk pige, da Mountbattenfamiliens økonomi er udtømt. Hans onkel har fortalt ham, at på hans "tredivte fødselsdag var han blevet en skamplet på familiens navn". Leopold mener, at den nye adel findes hos dem, der forfølger initiativer, og dermed hans interesse i videnskaberne.
En dag finder hertugen Stuart Besser, en amatørfysiker (og efterkommer af Leopold) rode i hans skematiske diagrammer og tage billeder af dem. Han havde set ham tidligere til Roeblings tale om Brooklyn Bridge, efter at han griner på ordet "erektion". Leopold følger Stuart og forsøger at redde ham fra at falde ned af ufærdige bro; kun for at falde med ham ind i en tidsportal mellem århundreder, som Stuart har brugt til at rejse til 1876.
Leopold vågner i det 21. århundredes New York. Han er først forvirret og mener, at han er blevet kidnappet. Stuart siger, at han har skabt formler til at forudsige portaler i den tidsmæssige univers og at Leopold skal bo inde i hans lejlighed indtil portalen åbner igen en uge senere. Da Stuart tager sin hund ud, bliver han såret ved at falde ind i elevatorskakten, og i sidste ende bliver han institutionaliseret for at tale om hans videnskabelige opdagelser. (Ifølge Stuarts bøger har Leopolds utilsigtet tidsrejse til det 21. århundrede forårsaget en afbrydelse af alle elevatorer, ham forlader det 19. århundrede, før han kunne registrere et patent.)
Leopold er fascineret af den kyniske og ambitiøs Kate McKay, Stuarts ekskæreste, der kommer til lejligheden for hendes Palm Pilot håndholdte. Han bemærker, at hun er en "karrierekvinde", og at hendes område, markedsundersøgelser, er et fint kald for en kvinde, og siger, at han engang har dateret en bibliotekar fra Sussex. Kate afskediger ham og forlanger, at han tager Stuarts hund med på en gåtur. Leopold er overvældet over at se, at Roeblings bro stadig står. Tilbage i lejligheden, bliver han ven med Charlie, Kates bror og en skuespiller mellem koncerterne, som tror Leopold er en skuespiller så god, at han er urokkelig fra hans karakter.
Kate og Leopold bliver romantisk involveret, da de spiser og er på tur i New York.
Da skydning begynder til den reklame, hvor Leopold har aftalt at medvirke i, finder han det produkt, margarine, ulækkert. Han kan ikke forstå, hvordan Kate ville have ham til at tilslutte uden skrupler, og erklærer, at "når en person er involveret i noget helt uden fortjeneste, man trækker". Ekko af hans onkel, siger Kate, at nogle gange er man nødt til at gøre ting, man ikke har lyst til. Han irettesætter hende om integritet . Hun retorter, "Jeg har ikke tid til fromme taler fra 200 år gamle mænd, der ikke har arbejdet en dag i deres liv." Deres forhold synes ved en ende.
Stuart undslipper fra sindssygehospitalet, og sender Leopold tilbage til sin egen tid. Den aften, mens Kate accepterer hendes forfremmelse til et selskab, forsøger han og Charlie at møde hende. Øjeblikke før hun går på scenen, ankommer de og viser billeder fra Stuarts kamera, der viser hende i 1876. Stuart siger, at han havde tænkt, han forstyrrede rumtiden kontinuum, men faktisk "det hele er en smuk 4-D kringle af kosmisk uundgåelighed".
Kate vælger et liv med Leopold, og de tre tager til Brooklyn Bridge. Der, fanger de portalen før det lukker ved midnat, Kate forsvinder ind i 1876, hvor Leopold synes at være pragmatisk, da Kate og hans onkel havde rådet ham, og vil gifte sig med frøken Tree for hendes families formue; men, ligesom han er ved at annoncere sin hensigt om at blive forlovet med Frøken Tree, da han åbner munden for at tale, han ser Kate og bebuder hendes navn, Kate McKay, som hans brud.
I den afsluttende scene, kysser de og kameraet trækkes udad, ved at vise et ur skildrer 12:15.

## Medvirkende
- Meg Ryan som Kate McKay
- Hugh Jackman som Leopold Alexis Elijah Walker Thomas Gareth Mountbatten, Duke of Albany
- Liev Schreiber som Stuart Besser
- Breckin Meyer som Charlie McKay
- Natasha Lyonne som Darci
- Bradley Whitford som J. J. Camden
- Paxton Whitehead som Millard Mountbatten
- Spalding Gray som Dr. Geisler
- Josh Stamberg som Bob
- Matthew Sussman som Phil
- Charlotte Ayanna som Patrice
- Philip Bosco som Otis
- Cole Hawkins som Hector
- Kristen Schaal som Miss Tree
- Stephanie Sanditz som psykiatrisk sygeplejerske Gretchen
- Craig Bierko som skuespiller i en reklame  (ukreditteret)
- Monique Gabriella Curnen som Monica Martinez (ukreditteret)

## Film score
Soundtracket til Kate & Leopold blev udgivet den 25. december 2001.
| Nr.           | Titel                                      | Artist        | Længde |
| ------------- | ------------------------------------------ | ------------- | ------ |
| 1.            | "A Clock In New York"                      | Rolfe Kent    | 1:26   |
| 2.            | "I Want Him Resplendent"                   | Rolfe Kent    | 1:25   |
| 3.            | "Leopold Chases Stuart To Brooklyn"        | Rolfe Kent    | 1:54   |
| 4.            | "That Was Your Best?"                      | Rolfe Kent    | 1:17   |
| 5.            | "Let's Go!"                                | Rolfe Kent    | 3:03   |
| 6.            | "Leopold Sees The Completed Bridge"        | Rolfe Kent    | 0:49   |
| 7.            | "You Did So Great (Kate's Theme)"          | Rolfe Kent    | 1:18   |
| 8.            | "Galloping"                                | Rolfe Kent    | 1:21   |
| 9.            | "Dearest Kate..."                          | Rolfe Kent    | 2:14   |
| 10.           | "Prolixin / Leopold & Charlie Buy Flowers" | Rolfe Kent    | 2:20   |
| 11.           | "Charlie Wins Patrice, Leopold Wins Kate"  | Rolfe Kent    | 3:41   |
| 12.           | "Secret Drawer"                            | Rolfe Kent    | 2:01   |
| 13.           | "Time For Bed"                             | Rolfe Kent    | 2:14   |
| 14.           | "Charlie Realizes Leopold Was For Real"    | Rolfe Kent    | 1:31   |
| 15.           | "Kate Goes To The Awards"                  | Rolfe Kent    | 2:24   |
| 16.           | "Kate Sees The Pictures - "I Have To Go""  | Rolfe Kent    | 2:54   |
| 17.           | "You Have To Cross The Girder"             | Rolfe Kent    | 1:51   |
| 18.           | "Back In 1876 - Waltz"                     | Rolfe Kent    | 2:12   |
| 19.           | "Back Where I Belong"                      | Jula Bell     | 2:49   |
| 20.           | "Until..."                                 | Sting         | 3:11   |
| Total længde: | Total længde:                              | Total længde: | 41:55  |

## Eksterne Henvisninger
- Kate & Leopold på Internet Movie Database (engelsk)
- Kate & Leopold på Filmdatabasen
- Kate & Leopold på Scope
- Kate & Leopold på AlloCiné (fransk)
- Kate & Leopold på AllMovie (engelsk)
- Kate & Leopold hos American Film Institute (engelsk)
- Kate & Leopold på Turner Classic Movies (engelsk)
- Kate & Leopold på The Movie Database (engelsk)
- Kate & Leopold på Rotten Tomatoes (engelsk)
- Kate & Leopold på Metacritic (engelsk)